# Holics Klára
Holics Klára (Salgótarján, 1934 április 7. –) gyermekorvos.

## Életrajz
Született 1934.04.07. Salgótarjánban, ahol édesapja ( + Dr Holics Endre, jogász és bányamérnök) a Salgótarjáni Bányakapitányság vezetője volt. 
Édesanyja Szathmáry Irén. Egy testvére van, Holics László fizika tanár. Férje + Dr Kolos Tamás, klinikai pszichológus. 
Két gyermeke van, Péter és Judit, és három unokája, Sára, Kata és Bernát. 
1938-ban édesapját miniszteri tanácsosnak nevezték ki (Iparügyi Minisztérium) , így a család felköltözött Budapestre. Középiskolai tanulmányait a Szt.Margit leányiskolában végezte, kitűnő eredménnyel. Ez alatt az évek alatt sportolni kezdett és ennek révén bekerült a Haladás röplabda csapatába, mellyel 1953-ban Országos Bajnokságot nyertek és megkapta a Népköztársaság Kiváló Sportolója kitüntetést.

## Munkahelyek
1952-ben felvételt nyert a Budapesti Orvostudományi Egyetemre, ahol 1958-ban Summa cum laude bizonyítvánnyal végzett. Gyermekorvos szeretett volna lenni, de Budapesten nem volt üres állás, így elvállalta a kórboncnoki képzési lehetőséget az Orvostovábbképző Intézetben. Innen két év után átkerült a Tétényi úti Kórház prosectúrájára, ahol 1962-ben letette a kórhoncnoki szakvizsgát jeles eredménnyel és adjunctusnak nevezték ki. 1964-ben lehetősége nyílt a gyermekgyógyászati pálya megkezdésére a Heim Pál Gyermekkórházban ahol magasabb "rangja" ellenére újra klinikai gyakornok lett.1967-ben letette a gyermekgyógyászati szakvizsgát, szintén jeles eredménnyel.

Végigjárva a különböző szakterületű osztályokat, legnagyobb érdeklődéssel az akkortájt még nem annyira ismert elváltozással, a gén károsodás okozta cisztás fibrózissal (cf) diagnosztizált csecsemők felé fordult, mely meghatározta további pályafutását.

1973-ban az akkori Szabadsághegyi Gyermekgyógyintézetbe került át és a figyelemfelhívás után egyre gyakrabban diagnosztizált cf-es betegek számára egy elkülönített  cf-osztály orvosa lett. Munkáját az intézetben személyi okok miatt 1976-ban befejezte és még ugyanebben az évben a Heim Pál Gyermekkórházban kialakított cf szakrendelés vezetését kapta meg. Ugyanekkor Frank Kálmán professzor hívására az Egészségügyi Főiskola Védőnőképző szakán vállalta a gyermekgyógyászat oktatását, (1976-1991), ahol néhány év után docensi és szakvezetői kinevezést kapott.

## Szakmai pályafutás
A  gén hibán alapuló elváltozás,  a cisztás fibrózis  felismerési lehetősége és kezelése alig volt ismert Magyarországon az 1960-as években.  Ennek megváltoztatása érdekében,  külföldi tanulmányok ismeretében felhívó jellegű előadásokat tartott az Orvostovábbképzés keretein belül, összefoglaló cikke jelent meg, mellyel felhívta a figyelmet erre a betegségre.  Az érdeklődő kollégákból, javaslatára 1977-ben  egy CF Orvosi Munkacsoport alakult meg. A külföldi példákból tanulva (ösztöndíjjal  Stockholm, Drezda, látogatás  London, Basel, Bécs) évek alatt sikerült megteremteni a diagnosztikus és az életet meghosszabbító gyógyszeres, eszközös kezelés lehetőségeit: személyes közreműködéssel a chlorid szelektív elektróda kialakítását (Radelkis),  a magyar verejtékvizsgáló eszköz, majd az első magyar ultrahangos inhalátor  létrehozását (Sanasol Kft). Az akkori Egészségügyi Minisztérium és az OEP támogatásával sikerült elsőként behozatni az országba ultrahangos inhalátort (TUR-USI), az N-acetylcystein nyákoldó inhalációs és perorális készítményt (Fluimucil) majd a korszerű emésztőenzim fajtákat ( Kreon, Panzytrat) és a még hatásosabb váladékoldót ( Pulmozym). Megszervezte az otthoni antibiotikus intravénás kezelés feltételeit  a gyakori  kórházi felvételek és újrafertőződések elkerülése érdekében.  A genfi  a bécsi és a budapesti transzplantációs klinika vezetőivel való találkozás megerősítette az igényt a magyar betegek tüdőtranszplantációjának bevezetésére, melynek megszervezése és gyakorlati kivitelezése  az Országos Korányi  Pulmonológiai Intézet keretein belül történt.
A betegek  jobb ellátása érdekében 1990-ben létrehozta  "A cf-es gyermekek élhető életéért" nevű Alapítványt,  1995-ben az "Országos CF Egyesületet",  melynek a mai napig elnöke és melynek keretén belül évente családi és továbbképző táborokat szervezett. 2000-ben egy amerikai pályázat révén egy 140 négyzetméteres "CF központ" kialakításában vállalt feladatot,  , ahol szülői találkozók, továbbképzések és  gyógytorna kezelésekre nyílt lehetőség. Tagja az "European Cystic Fibrosis Association"-nek, éveken át magyarországi delegáltként vett részt az évi „Business meetingeken”. Lehetősége volt minden évben résztvenni az „European  CF Conference” rendezvényein is ( 26 alkalommal).
Gyermekgyógyászati aktiv munkásságát 2019-ben fejezte be.

## Közlemények, poszterek, kiadványok
Az első közleménye a betegségről 1974-ben jelent meg (A mucoviscidosisról   Magyar Pediáter ). Ezután számos közlemény, előadás, külföldi konferenciákon poszter bemutatás, két könyvrészlet és tájékoztató kiadvány fűződik nevéhez.  
Kiadványok: „ CF-könyv  - szülőknek és fiataloknak”  )                                                       		„ A mucoviscidosis és én, - amit a fiataloknak tudnia kell”                            	   	„Óvodás vagyok - cf-es gyermek az óvodában”  Óvónőknek                                		„Iskolás vagyok  - cf-es gyermek az iskolában”   Tanároknak		 		„Táplálkozz okosan”  Henter Izabella-Holics Klára)                                                                                                                                      		„ Kifestő könyv –cf-es kisgyermekeknek”

## Elismerések
- Népköztársaság Kiváló Sportolója  -   1953
- „Kitűnő tanuló, kiváló sportoló”  örökös vándordíj  az Orvostudományi Egyetemen 1959
- „Eredményes Munkáért”        Miniszteri dicséret  1981
- „Kiváló munkáért”    Minisztertanács   1989
- „A Hallgatókért”    - kiemelkedő nevelő -oktató munkáért  1990
- „ Schöpf Merey Emléklap”     -   Magyar Gyermekorvosok Társasága  2007
- „A Magyar Érdemrend Lovagkeresztje”   Köztársasági elnök  2013
- „ Gazdag életútért” érdemérem           Heim Pál Gyermekkórház igazgatója	 2019